# Viktor Pasulko
Viktor Vasilyevich Pasulko - em russo, Виктор Васильевич Пасулько - ou Victor Pasulco, em romeno (Ilnitsa, 1 de janeiro de 1961), é um ex-futebolista e treinador de futebol moldávio nascido na atual Ucrânia.

## Carreira
Jogador de meio-campo, disputou 8 partidas pela Seleção Soviética, tendo disputado a Eurocopa de 1988, na qual o "Exército Vermelho" foi vice-campeão, e marcou um gol (contra a Inglaterra, na primeira fase, seu único pela URSS). Na final, entrou como substituo de Oleh Protasov.
Duas vezes campeão soviético pelo Spartak Moscou (em 1987 e 1989), Pasulco, que também fez carreira no futebol alemão, com destaque para Fortuna Köln e Eintracht Braunschweig, e no Chornomorets Odessa, pelo qual disputou 105 jogos e marcou 20 gols em 5 anos, aposentou-se em 2000 após 3 temporadas em clubes semi-profissionais da Alemanha. Desde 2001, dedica-se à função de treinador. Não chegou a jogar pela Moldávia (treinada por ele entre 2002 e 2005) nem pela Ucrânia, após as independências destas.